# مثيلدوبا
مثيلدوبا أو مثيل دوبا (بالإنجليزية: Methyldopa)‏ (الاسم مختصر لألفا ميثل ديهيدروكسيفنيل ألانين أو L-α-Methyl-3,4-dihydroxyphenylalanine) هو أحد ناهضات مستقبلات الألفا (انتقائي للمستقبل ألفا-2) وذو تأثير نفساني يستخدم داحضا وديا وخافض لضغط الدم. استخدامه انحسر بعد اكتشاف أدوية أحدث أكثر كفاءة وأمانا، لكنه ما زال يستخدم في علاج بعض حالات فرط ضغط الدم صعبة الاستجابة للأدوية وارتفاع ضغط الدم الحملي.
مثيلدوبا هو أحد الأدوية المدرجة في قائمة منظمة الصحة العالمية للأدوية الأساسية.